# Philadelphus pringlei
Philadelphus pringlei är en hortensiaväxtart som beskrevs av Shiu Ying Hu. Philadelphus pringlei ingår i släktet schersminer, och familjen hortensiaväxter. Inga underarter finns listade i Catalogue of Life.